# إمارة الونشريس
إمارة الونشريس ومن أشهر الإمارات التي تأسست في مجالات المغرب الأوسط  بعد سقوط الدولة الموحدية ودخلت في صراعات وحروب مع الدولة الزيانية لأكثر من قرن من الزمن وتحالفت بدورها مع الدولة الحفصية وتارة أخرى مع الدولة المرينية. وحكمت هذه الإمارة عائلة أختلف المؤرخون في أصولها وحكمت باسم بني بني توجين إحدى فروع قبيلة زناتة.

## تاريخ

### مرحلة الصعود
في بداية القرن الخامس هجري قام باديس بن منصور، بشن الحرب على أخيه حماد بن بلكين وإعتمد في ذلك حليفه القوي عطية دافلتن وكانت النتيجة أن الحليفين إنتصرا على حماد ومنذ ذلك الحين عقد باديس حكم الونشريس لدافلتن وفي عام 539هـ برزت شخصية تاريخية ستمهد للتأسيس لإمارة محلية في المستقبل وهو عطية بن مناد الذي كان زعيما على إقليم الونشريس تحت سلطة الموحدين وخلفه إبنه العباس بن عطية الذي رافق الأمير الموحدي المنصور لبني غانية عام581 هجري تم إعتراف السلطان للقائد بنفوذه على الونشريس وبحلول عام 640 هجري تحالفت بني توجين بقيادة عبد القوي بن عباس  بن عطية مع أبي زكريا بن الحفصي على غزو تلمسان وقطع علاقته نهائيا مع الزيانيين.

### مرحلة القوة 644هـ -684هـ
تولى حكم إمارة الونشريس محمد بن عبد القوي عام 644 هجري بعد أن عقد الولاء للحفصيين  وكان حضوره في الحرب الصليبية بقيادة لويس التاسع ضد الحفصيين عام 668 هجري أثربالغ عند السلطان الحفصي إذ رأى تفاني كبير من قبل التوجيني وهزمهم للصلبيين عام 29 أوت 669 هجري بعد أن قتل لويس التاسع في 24 أوت 669 هجري وبإنتهاء الحرب ونصر المسلمين أرسل السلطان كل من محمد بن عبد القوي والقاضي بن زيتون وأبو الحسن بن عمر وأبو الغماز لعقد شروط إستسلام الصلبيين في ربيع الأول من عام 669 هجري.

### مرحلة الضعف والإنحطاط
بوفاة محمد عبد القوي سنة 684 هجري تولى العديد من أبنائه الحكم لكن الخلاف الواقع بينهم وسوء سيرة بعضهم حال دون توسيع طموحه والدهم القوي واستغل هذا الأمر السلاطين الزيانيين وشنوا العديد من الحروب عليهم بين 701هـ 702هـ و 703هـ . ومارسوا سياسة فرق تسد بتولية بني تغريين على جبل الونشريس الذي أضعف بني توجين وكان لدخول عرب بني عامر وسويد للتلول قلب المعدلة رأسا على عقب الذين جلبهم بني زيان لضرب أعدائهم نتيجة لذلك استقل العديد من التوجنيين بالمناطق التي كانت تحت أمرتهم

## أمراء الونشريس
|    | أسامي الأمراء                                  | سنة الميلاد | مدة تولي الحكم  | مكان الوفاة | الولاء |
| -- | ---------------------------------------------- | ----------- | --------------- | ----------- | ------ |
| 01 | دافلتن بن بكر بن الغلب                         |             |                 |             |        |
| 02 | العباس بن دافلتن                               |             |                 |             |        |
| 03 | مناد بن العباس                                 |             |                 |             |        |
| 04 | عطية بن مناد                                   |             |                 |             |        |
| 05 | العباس بن عطية                                 |             |                 |             |        |
| 06 | عبد القوي بن العباس بن عطية                    |             |                 |             |        |
| 07 | محمد بن عبد القوي بن عباس                      |             | 644 هـ - 684 هـ |             |        |
| 08 | سيد الناس                                      |             | 684 هـ          |             |        |
| 09 | موسى بن محمد                                   |             | 684 هـ-686 هـ   |             |        |
| 10 | عمر بن إسماعيل                                 |             | 686 هـ          |             |        |
| 11 | إبراهيم بن زيان                                |             | 686 -687        |             |        |
| 12 | موسى بن زرارة بن محمد                          |             | 687-688         |             |        |
| 13 | أبو بكر بن إبراهيم بن محمد بن عبد القوي        |             | 700-688         |             |        |
| 14 | عطية ( الأصم ) بن إبراهيم بن محمد بن عبد القوي |             | 700 هـ          |             |        |
| 15 | علي بن ناصر بن عبد القوي                       |             | 703 هـ          |             |        |
| 16 | محمد بن عطية ( الأصم)                          |             | ؟؟              |             |        |